# Đội tuyển Fed Cup Paraguay
Đội tuyển Fed Cup Paraguay đại diện Paraguay ở giải đấu quần vợt Fed Cup và được quản lý bởi Hiệp hội Quần vợt Paraguay.
Paraguay thi đấu ở Nhóm I khu vực châu Mỹ năm 2016 – năm thứ 9 liên tiếp ở cấp độ này.

## Lịch sử
Thành tích tốt nhất của Paraguay tại Fed Cup là các năm 1995 và 2015, khi vào đến Play-off Nhóm Thế giới II. Lần đầu tiên đội ra mắt là năm 1991.

## Đội hình hiện tại (2017)
- Verónica Cepede Royg
- Montserrat González
- Camila Giangreco Campiz
- Lara Escauriza